# Ллойд, Сет
Сет Ллойд (англ. Seth Lloyd; род. 2 августа 1960) — профессор Массачусетского технологического института. Называет себя «квантовым механиком».

## Биография
Окончил элитную Академию Филлипса в 1978 году, получил степень бакалавра гуманитарных наук в Гарвардском университете в 1982 году. Получил свидетельство об углублённом изучении математики и степень магистра философии в Кембриджском университете в 1983 и 1984 годах соответственно, как стипендиат Маршалла. 
Окончил докторантуру в Рокфеллеровском университете в 1988 году (советник Хайнц Пейджелс, представив диссертацию на тему «Чёрные дыры, Демоны и Потеря когерентности: как сложные системы получают информацию, и что они с ней делают» (Black Holes, Demons, and the Loss of Coherence: How Complex Systems Get Information, and What They Do With It). 
С 1988 по 1991 год Ллойд проходил постдокторантуру в Калифорнийском технологическом институте на отделении Физики высоких энергий, где работал с Нобелевским лауреатом Марри Гелл-Маном над проблематикой информационных квантово-механических систем. 
С 1991 по 1994 год проходил постдокторантуру в Лос-Аламосской национальной лаборатории, где работал над квантовыми вычислениями в Центре нелинейных систем. В 1994 году Ллойд поступил на отделение машиностроения в Массачусетском технологическом институте. С 1988 года Ллойд также был адъюнкт-преподавателем в Институте Санта-Фе.

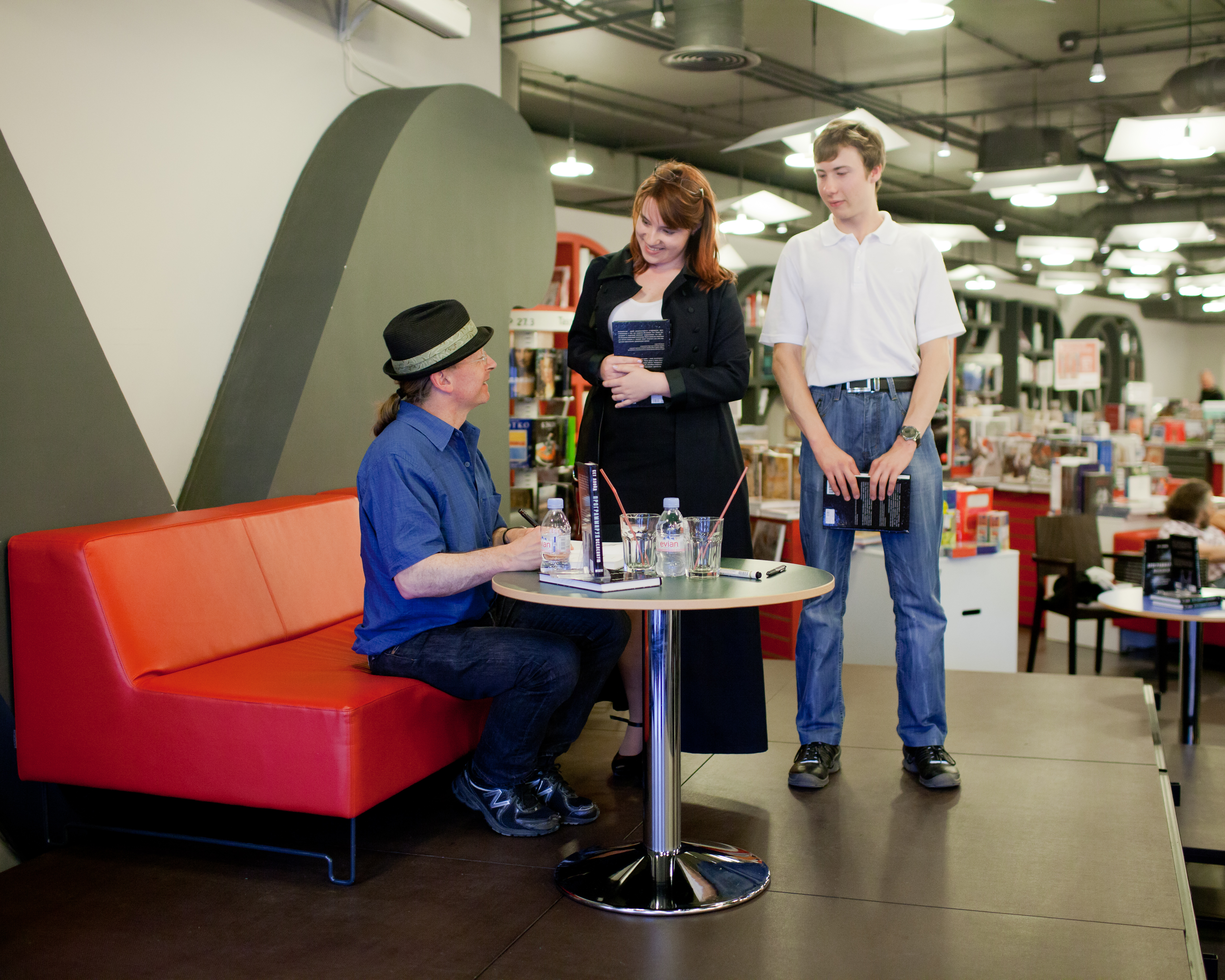
Сет Ллойд на презентации книги «Программируя Вселенную», Москва, 2013

Область научных интересов и исследований Ллойда включает информационное взаимодействие со сложными системами, в особенности с квантовыми системами. Он провёл плодотворную работу в области квантовых вычислений и квантовых коммуникаций, включая предложение первого технологичного дизайна квантового компьютера, демонстрацию жизнеспособности квантовых аналоговых вычислений, доказав теорему Шеннона для квантовых вычислений, а также разработав новые методы квантового исправления ошибок и снижения уровня шума.
В своей книге «Программируя Вселенную», Ллойд утверждает, что Вселенная сама по себе является одним большим квантовым компьютером, производящим всё то, что мы видим вокруг нас, включая нас самих. По мнению Ллойда, Вселенная работает как огромная космическая программа. По словам Ллойда, как только мы поймём законы физики полностью, мы сможем использовать квантовые вычисления на меньших масштабах, и с их помощью, в свою очередь, сможем полностью понять Вселенную.
Ллойд подсчитал, что при условии роста вычислительных мощностей согласно закону Мура, через 600 лет мы сможем полностью смоделировать поведение Вселенной. 
В то же время, Ллойд полагает, что экспоненциальный рост Вселенной ограничен и, с другой стороны, очень маловероятно, что закон Мура будет выполняться неопределенно долго.
Ллойд возглавляет лабораторию исследований электроники Массачусетского технологического института, в том же институте он руководит Центром экстремальной квантовой теории информации (xQIT).
Автор более 250 научных работ.
Фелло Американского физического общества (2007).
Отмечен International Quantum Communication Award (2012).
Сет Ллойд женат на Еве Циммерман, профессоре японистики в Колледже Уэллсли.

## Работы
- Lloyd, Seth (1988). Black Holes, Demons and the Loss of Coherence: How complex systems get information, and what they do with it (PDF). The Rockefeller University. Архивировано из оригинала (PDF) 7 июня 2012. Дата обращения: 3 октября 2011. {{cite news}}: Неизвестный параметр |degree= игнорируется (справка)

- Lloyd, S. Ultimate physical limits to computation (англ.) // Nature : journal. — 2000. — 31 August (vol. 406, no. 6799). — P. 1047—1054. — doi:10.1038/35023282. — arXiv:quant-ph/9908043v3. — PMID 10984064.
- Lloyd, S., Programming the Universe: A Quantum Computer Scientist Takes On the Cosmos, Knopf, March 14, 2006, 240 p., ISBN 1-4000-4092-2
- Interview: The Computational Universe: Seth Lloyd (видео), Edge Foundation
- Lecture: The Black Hole of Finance (видео), Santa Fe Institute